# 이철우 (모델)
이철우(1992년 4월 15일 ~ )는 대한민국의 모델이자 배우이다. 2014년《도전! 수퍼모델 코리아 GUYS & GIRLS》에서 준우승을 하였다. 2016년 8월 26일 SM엔터테인먼트와 전속체결을 하였다.

## 출연 작품

### 드라마
- 《웹툰히어로 툰드라쇼》 (2015년, MBC EVERY1) - 백신 역
- 《뷰티학개론》 (2016년, 웹드라마) - 정해인 역
- 《나청렴의원 납치사건》 (2016년, SBS) - K 역
- 《루비루비럽》 (2017년, 웹드라마, 온스타일, CJ E&M) - 원석 역
- 《얼어죽을 연애따위》 (2022년, ENA) - 이훈희 역

### 예능
- 《무한도전》 (2013, MBC) - 소문난 칠공주 편(커피 따라주는 남자)
- 《도전! 수퍼모델 코리아 GUYS & GIRLS》 (2014, On Style) - 참가자
- 《하트어택》 (2015, 엠넷) - 진행
- 《세바퀴》 (2015, MBC) - 게스트
- 《테이스티로드》 (2015, Olive) - 게스트
- 《멜론 뮤직 어워드》 (2015, MBC music, MBC every1) - 시상자
- 《데블스 런웨이》 (2016, On Style) - 게스트
- 《히트메이커》 (2016, JTBC) - 고정 출연자
- 《비디오스타》 (2017, MBC every1) - 게스트

### 광고
- 2014년 삼성 갤럭시노트3
- 2016년 에잇세컨즈

### 뮤직비디오
- 2014년 전효성 - Good night kiss
- 2015년 권정열 - 어깨

## 영화
- 2024년 6시간 후 너는 죽는다 - 남형사 역

## 수상
- 2014년 《도전! 수퍼모델 코리아 GUYS & GIRLS》 (준우승)

## 경력
- 2014년 F/W 서울패션위크 윤춘호 패션쇼 모델